# 三河 (加利福尼亞州)
三河城（英語：Three Rivers）是位於美國加利福尼亞州圖萊里縣的一個人口普查指定地區。

## 地理
三河城的座標為36°27′15″N 118°53′11″W / 36.45417°N 118.88639°W，而該地最高點為海拔高度257米（即843英尺）。

## 人口
根據2010年美國人口普查的數據，三河城的面積為115.269平方千米，當中陸地面積為115.269平方千米，而水域面積為0.000平方千米。當地共有人口2182人，而人口密度為每平方千米18人。